# 江釣子駅
江釣子駅（えづりこえき）は、岩手県北上市上江釣子にある、東日本旅客鉄道（JR東日本）北上線の駅。
2018年（平成30年）のダイヤ改正までは、早朝の横手行き1本が当駅を通過していた。

## 歴史
- 1923年（大正12年）4月15日：開業[2][3]。
- 1962年（昭和37年）12月1日：貨物の取り扱いを廃止[3]。
- 1970年（昭和45年）8月1日：荷物の扱い廃止[3]。無人化。
- 1987年（昭和62年）4月1日：国鉄分割民営化により、JR東日本の駅となる[2][3]。
- 2024年（令和6年）10月1日：えきねっとQチケのサービスを開始[1][4]。

## 駅構造
単式ホーム1面1線を有する地上駅である。北上駅管理の無人駅である。

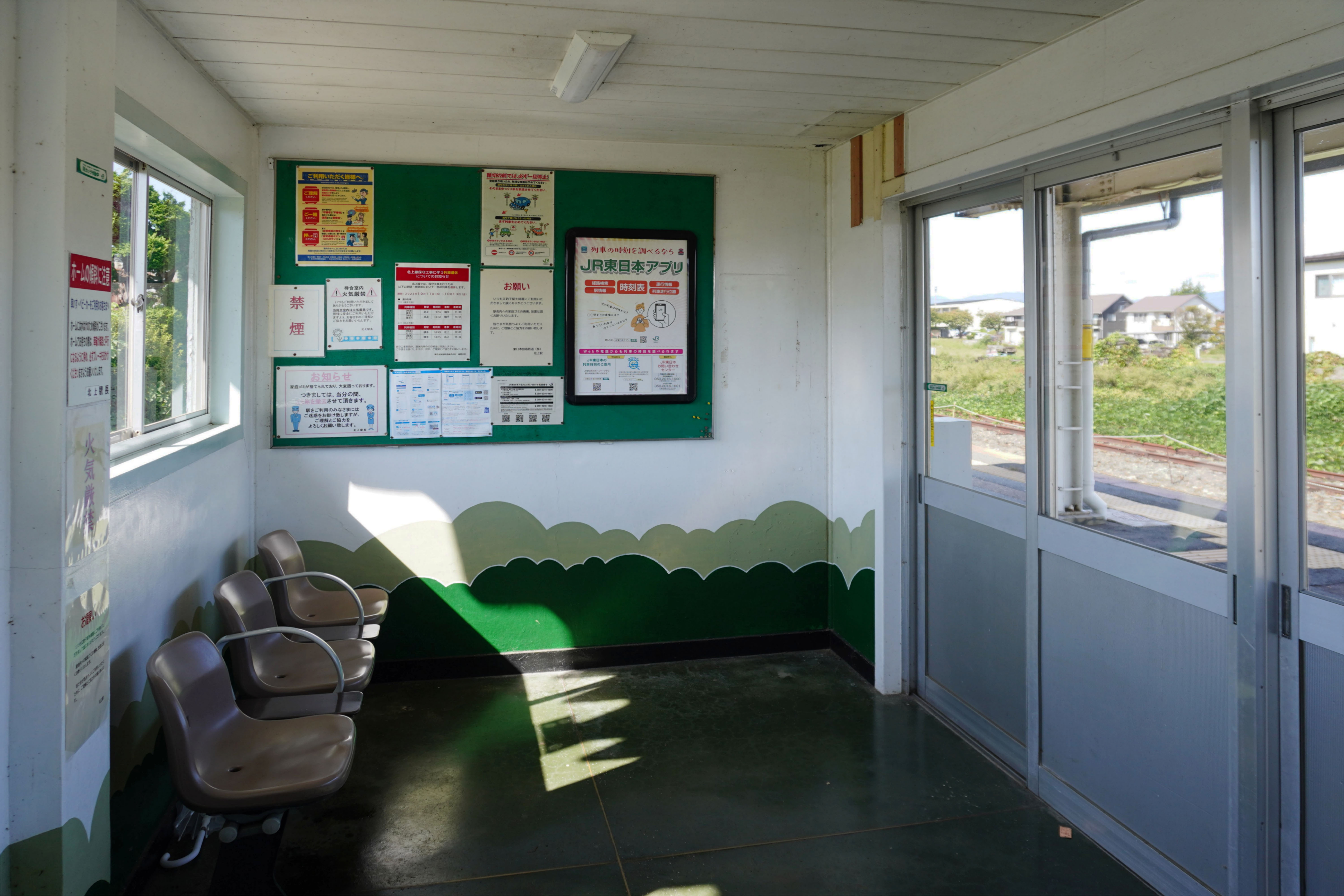
待合室（2023年10月）
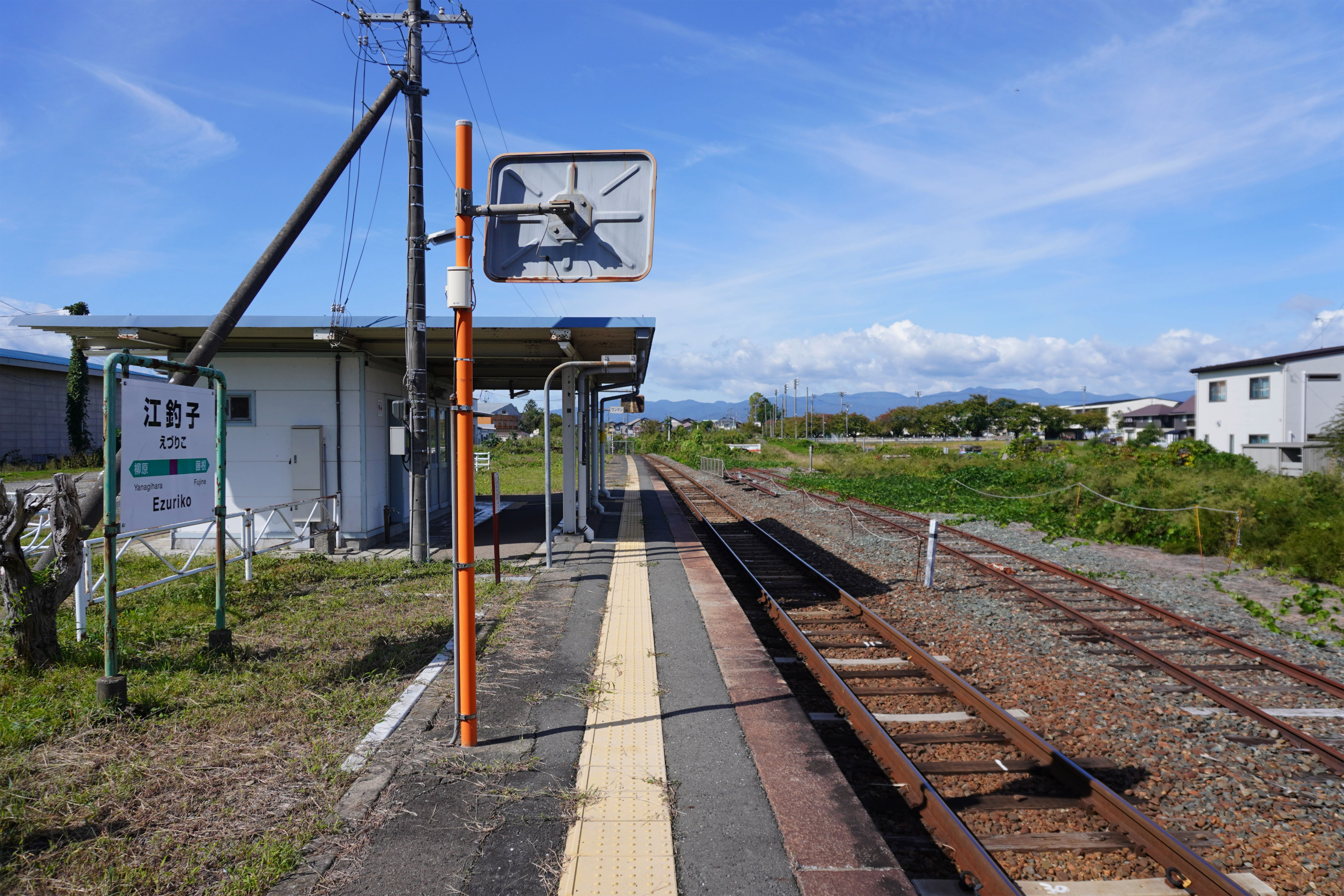
ホーム（2023年10月）

## 駅周辺
- 北上市役所江釣子庁舎（旧・江釣子村役場）
- 江釣子郵便局
- 江釣子古墳群
- 江釣子民俗資料館
- 県道122号夏油温泉江釣子線
- 県道154号江釣子停車場線
- 県道225号北上和賀線
- 県道245号南笹間黒沢尻線
- 国道107号（江釣子バイパス）
- 東北自動車道 北上江釣子インターチェンジ
- 日立チェーンストール 高昭家電
- 江釣子ショッピングセンター パル
- 岩手県交通「江釣子駅前」停留所
- イオン江釣子店

## 隣の駅
東日本旅客鉄道（JR東日本）
■北上線
□快速・■普通
柳原駅 - 江釣子駅 - 藤根駅